# Anacrusis (band)
Anacrusis was een Amerikaanse progressieve en thrashmetalband. Hun muziek liet zich kenmerken door een zwaar en diep geluid door de gitaren lager te stemmen dan gebruikelijk en is omschreven als "dark, cold, heavy metal".

## Geschiedenis
De band werd in 1986 opgericht door zanger-gitarist Kenn Nardi, gitarist Kevin Heidbreder, bassist John Emery en drummer Mike Owen. In 1987 brachten ze een demo uit, Annihilation complete, dat door de lezers van Metal Forces Magazine werd uitgeroepen tot de beste demo van het jaar. Het debuutalbum Suffering hour verscheen in 1988 op het label Axis. Twee jaar later werd Reason uitgebracht. In hetzelfde jaar verliet Owen de band om zich aan te melden bij de Amerikaanse marine. Hij werd opgevolgd door Chad Smith, niet te verwarren met de gelijknamige drummer van de Red Hot Chili Peppers. De band tekende een nieuw contract bij Metal Blade. Onder dit label werden de laatste twee albums uitgebracht, Manic impressions (1991) en Screams and whispers (1993).
In 1993 werd de band opgeheven. Tussen 2009 en 2013 trad de band weer op en werd eerder materiaal heruitgegeven. In 2019 stond de band weer op het podium.

## Discografie
- Suffering hour, 1988
- Reason, 1989
- Manic impressions, 1991
- Screams and whispers, 1993